# Bâvél
Bâvél – dystrykt (srŏk) w północno-zachodniej Kambodży, w prowincji Bătdâmbâng. W 1998 roku zamieszkiwany przez 79 035 mieszkańców.

## Podział administracyjny
W skład dystryktu wchodzi 6 gmin (khum):
- Bâvél
- Khnach Romeas
- Lvéa
- Prey Khpos
- Ampil Pram Daeum
- Kdol Tahen

## Kody
- kod HASC[2] (Hierarchical administrative subdivision codes) – KH.BA.BV
- kod NIS[2] (National Institute of Statistics- district code) – 0204